# Tonco
Tonco, (Tonch en piemontès) és un municipi situat al territori de la província d'Asti, a la regió del Piemont (Itàlia).
Limita amb els municipis d'Alfiano Natta, Calliano, Castell'Alfero, Corsione, Frinco, Montiglio Monferrato, Villa San Secondo i Villadeati.
Pertanyen al municipi les frazioni de Casalino, Casa Paletti i Stazione.